# Edmund Schmidt (Geistlicher)
Edmund Schmidt OSB, Taufname Josef Schmidt (* 20. November 1844 in Limburg; † 21. Dezember 1916 in Metten), war ein deutscher Geistlicher und Benediktiner im bayerischen Kloster Metten. Er war der Begründer der modernen textkritischen Erforschung der Benediktusregel.

## Leben
Josef Schmidt besuchte das Gymnasium des Klosters Metten. Nach dem Abitur trat er hier in das Benediktinerkloster ein und erhielt den Ordensnamen Edmund. Nach dem Studium der Theologie an der Universität Innsbruck, der feierlichen Profess 1868 und der Priesterweihe im selben Jahr wirkte er als Lehrer für Stenographie und Französisch am Mettener Gymnasium sowie als Erzieher im Seminar.
Daneben widmete er sich der Erforschung der Textgeschichte der Benediktusregel. Das Ergebnis seiner Forschungen war die erste auf der kritischen Durchsicht und Wertung der wichtigsten Textzeugen beruhende wissenschaftliche Ausgabe des Textes der Benediktusregel. Damit legte Edmund Schmidt den Grundstein für die weitere wissenschaftliche Erforschung der Benediktusregel im 20. Jahrhundert.

## Werke
- Regula S. P. Benedicti juxta antiquissimos codices recognita, Regensburg 1880.
- Vorrede zur Regel des hl. Benedikt, in: Studien 1883/I 1–23.
- Das IV. Capitel der Regel des hl. Benedikt, in Studien 1883/III 1–21.
- Artikel "Der hl. Benedikt" in der 2. Aufl. des Freiburger Kirchenlexikons, S. 322–325.
- Die Regel des heiligen Benedikt, übersetzt von Edmund Schmidt OSB Regensburg 1892 (2. verbesserte Aufl. 1893; 3. Aufl. 1904; 4. neu bearb. Aufl. 1914).